# Euroazija
Euroazija je naziv za najveću kopnenu masu na Zemlji. Površine je 55 milijuna kvadratnih kilometara. Zbog kulturnih i gospodarskih obilježja te povijesno-političkog razvitka mogu se izdvojiti tri cjeline: Azija, Europa i Ruska Federacija. Između Europe i Azije ne postoji prirodnogeografska granica. 
Granica se određuje na dva načina:
1. prema političkoj granici (Europa pripadaju 44 države),
2. prema dogovorenoj granici (Europi uz 44 države pripadaju europski dio Rusije i Turske te dio Kazahstana, Azerbajdžana i Gruzije).